# 布赖恩·威尔逊 (射击运动员)
布赖恩·威尔逊（英語：Bryan Wilson，1962年9月26日—），澳大利亚男子射击运动员。他曾代表澳大利亚参加1990年和1994年英联邦运动会射击比赛，其中1994年英联邦运动会获得一枚金牌。